# Nýrsko
Nýrsko település Csehországban, a Klatovyi járásban. Nýrsko Strážov, Hamry, Železná Ruda, Běhařov, Pocinovice, Chudenín, Janovice nad Úhlavou és Dešenice településekkel határos. Lakosainak száma 5113 fő (2024. január 1.).

## Népesség
A település lakosságának változását az alábbi diagram mutatja:
| Lakosok száma | 3323 | 3932 | 5032 | 4270 | 4864 | 4990 | 4962 | 4920 | 4753 | 5113 |
|               | 1869 | 1900 | 1921 | 1961 | 1980 | 2011 | 2016 | 2019 | 2021 | 2024 |

## Galéria

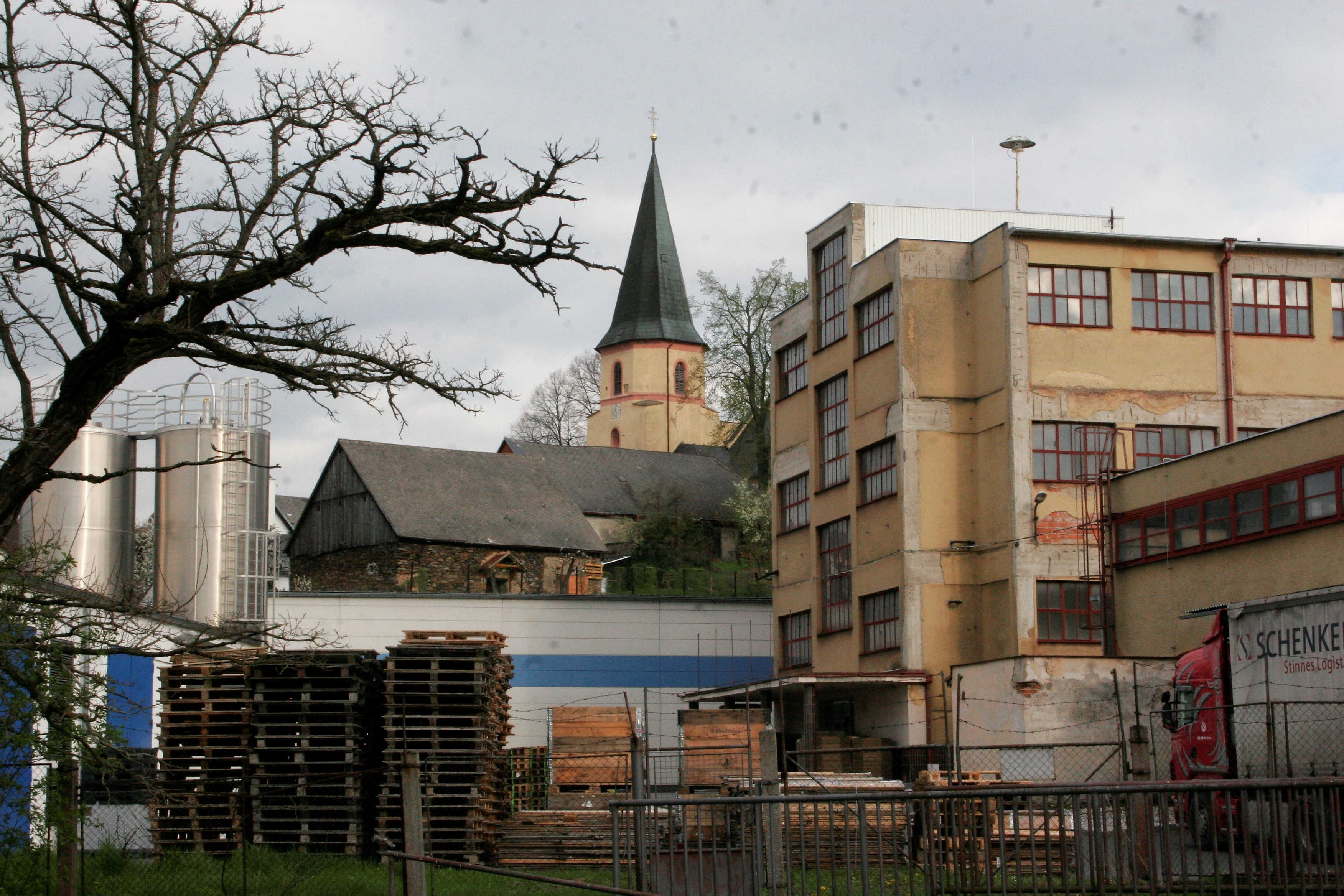
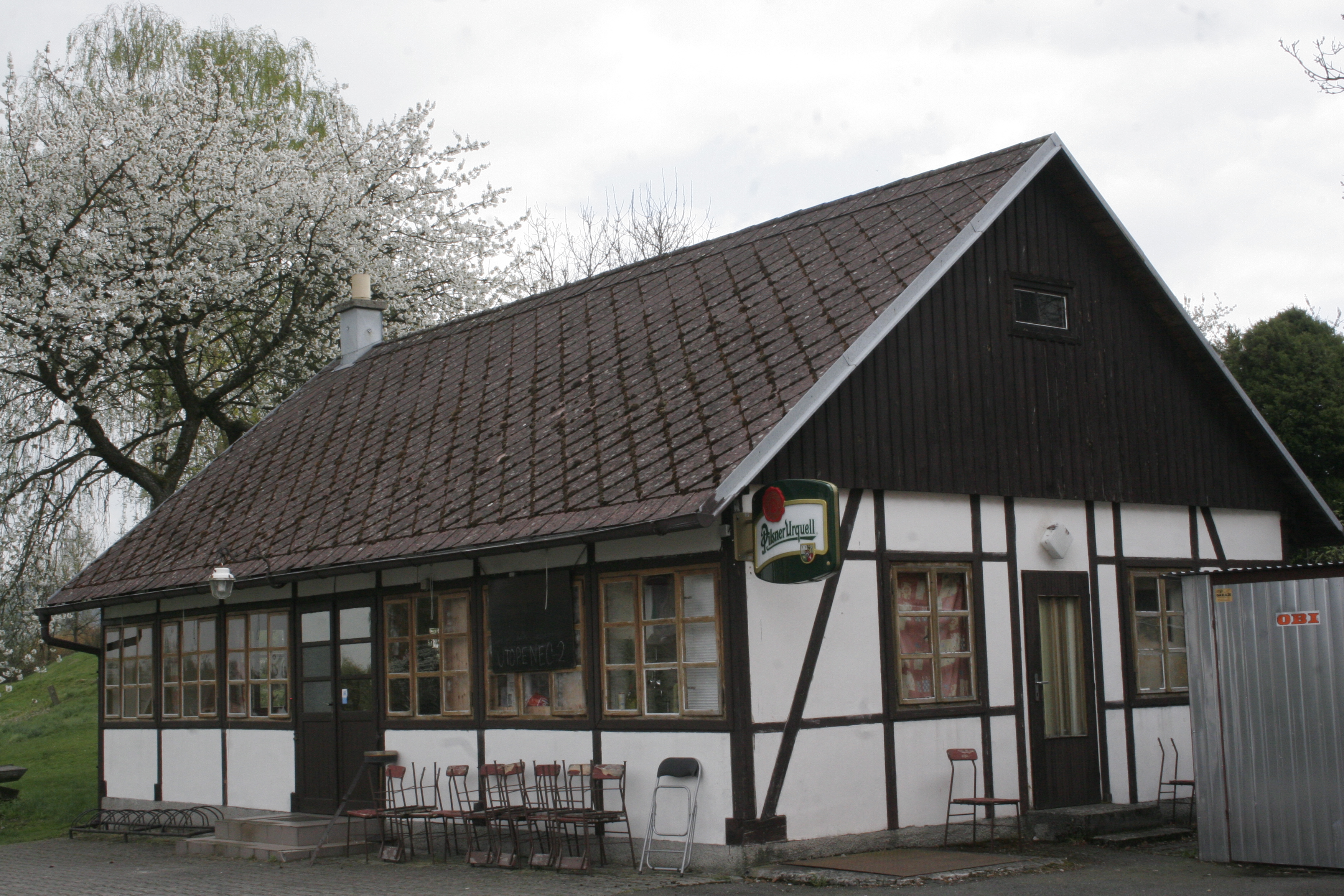
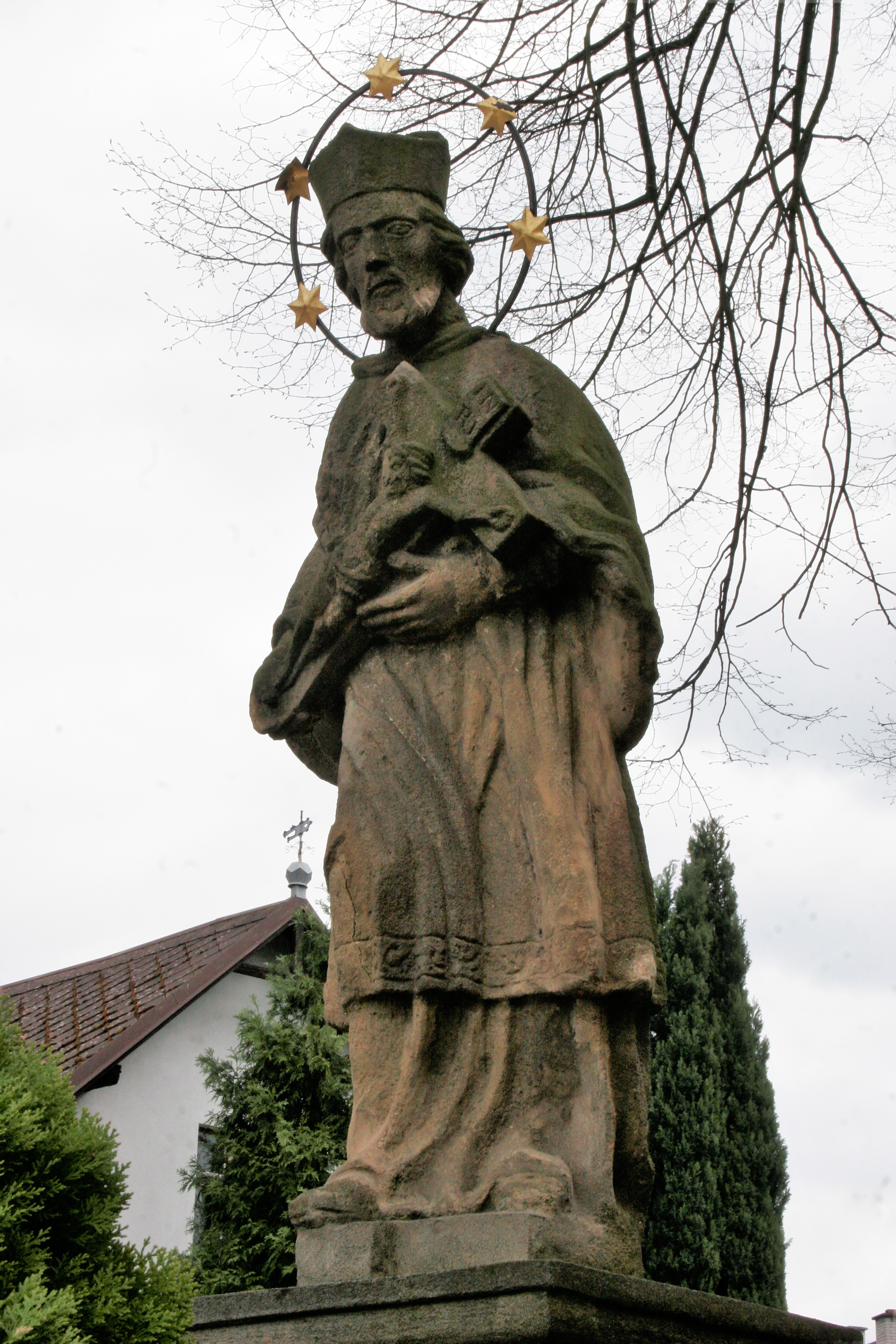